# 선거공주
선거공주 주헌길(중국어: 仙居公主 朱軒姞, 1584년 - 1585년)는 명나라 시대의 공주이고, 명 신종의 5녀이다. 어머니는 덕빈 이씨이다. 
공주는 만력 12월 7일 20일에 태어났고, 이복언니 운몽공주와 불과 14일밖에 차이가 나질 않는다. 12월 30일, 선거공주가 요절하자, 명 신종은 안타까움을 표했다. 이듬해 5월 신유일, 선거공주가 금산에 묻혔다. 이후, 정락공주, 운몽공주, 영구공주, 운화공주 등 자매들이 이 지역에 묻혔다.